# Puleva
 (mars 2017).
Si vous disposez d'ouvrages ou d'articles de référence ou si vous connaissez des sites web de qualité traitant du thème abordé ici, merci de compléter l'article en donnant les références utiles à sa vérifiabilité et en les liant à la section « Notes et références ».
Puleva, acronyme de Pura leche de vaca (« pur lait de vache » en espagnol), est une entreprise de l'industrie laitière, leader du secteur laitier espagnol, basée dans la ville de Grenade en Espagne. Elle appartient au Groupe Lactalis.

## Histoire[2]

### L'Union Vinicole Industrielle
En avril 1910 fut créée l'Union Vinicole Industrielle (Unión Vinicola Industrial) par un groupe de commerçants et de professionnels de l'hôtellerie de Grenade, dans le but de coordonner leur approvisionnement en vin, alcools et eaux-de-vie. L'entreprise fut complétée plus tard par la fabrication et la distribution de glace et d'eau gazeuse.

### La création d'UNIASA
Au milieu des années 1950, pour des raisons sanitaires, l'approvisionnement en lait traité devint codifié. En 1958, la société demanda et obtint la qualification de Laiterie Centrale pour la ville de Grenade et changea son nom pour celui d'UNIASA (Unión Industrial y Agroganadera S.A.).
Les premières installations permettaient la production journalière de 20 000 litres de lait pasteurisé à partir du lait des élevages de la Plaine de Grenade (Vega de Granada).

### Les années 1960
Par la suite, les difficultés rencontrées pour obtenir de façon régulière la matière première, notamment selon la saison, alors que la demande était, elle, identique tout au long de l'année, obligèrent l'entreprise à élaborer d'autres produits de conservation longue comme le lait en poudre, le beurre et, plus tard, les frappés. Des agrandissements de l'usine furent nécessaires en 1961, 1966, 1968 et 1970. À la fin des années 1960, la production quotidienne atteignit les 200 000 litres de lait.

### Les années 1970
Dans les années 1970, la croissance rapide des provinces andalouses et du reste du pays menèrent l'entreprise à créer à Grenade, en 1975, un centre de production entièrement nouveau, toujours en fonction actuellement, situé au Camino de Purchil. La production laitière y était alors de 400 000 litres par jour.

### Les années 1980
UNIASA entra en bourse en 1976 et fut déclarée en 1981 valeur apte pour les réserves techniques de compagnies d'assurance et autres fonds.
En 1982, UNIASA acquit la totalité de la Compañía de Dietéticos y Alimentación SA (EDDA), entrant ainsi dans le secteur de l'alimentation infantile: laits pour nourrissons et farines lactées pour purées.
La même année, l'entreprise commença à produire son propre lait. Au fil des années, ce sont jusqu'à 10 000 têtes de race Frisonne qui constituèrent le cheptel. De plus, toujours en 1982 commença la fabrication de fromage, avec une capacité de production de 1 000 tonnes par an.
Entre 1987 et 1988, l'entreprise acquit la Coopérative d'Élevage La Merced, la Laiterie Centrale de Cadix, la Comercial Malagueña SA (COLEMA), la Producción Lactaria de Andalucía (PROLAN) de Séville et LEDESA SA à Salamanque.

### Les années 1990
Le 29 juin 1992, le conseil général des actionnaires approuva le changement de nom d'UNIASA qui devint un mois plus tard Puleva Unión Industrial y Agroganadera, SA.
En 1992 fut inaugurée la nouvelle fabrique de nutrition infantile et l'usine de cogénération, plus connue sous le nom de Grelva (Granada, Electricidad y Vapor).
En 1997, l'entreprise décida de prendre le nom de sa société laitière pour devenir simplement Puleva SA. 

### Les années 2000
Entre 1999 et 2000, Puleva acquit la totalité du groupe Leyma /Ram, puis le groupe Granja Castelló, devenant ainsi de leader du secteur laitier espagnol.
Le 23 octobre 2000, Puleva et Azucarera Ebro Agrícolas annoncèrent leur fusion, opération acceptée le 13 décembre par les actionnaires. Ainsi naquirent le groupe Ebro Puleva et sa filiale Puleva Food S.L.
En 2001 est créée Yofres, compagnie spécialisée dans les yaourts frais et les desserts lactés.
En avril 2005, Ebro Puleva acquiert 100 % de Panzani.
En mars 2010, Ebro Puleva, le plus grand fabricant de produits laitiers à valeur ajoutée en Espagne, vend cette unité d'affaires au groupe français Lactalis pour 630 millions d'euros. Le reste des activités est regroupé sous le nom de Ebro Foods.

## Centres de production
Ils sont actuellement au nombre de cinq, à Grenade (1 million de litres par jour), Nadela (province de Lugo), León, Mollerussa (province de Lleida) et Alcalá de Guadaira (province de Séville).

## Produits[8]

### Aliments pour enfants
- Puleva Peques
  - Laits Puleva Peques 1, 2 et 3 (avec Oméga-3 ou céréales)
  - Purées
    - Puleva Papilla sans gluten avec céréales, fruits ou crème de riz
    - Puleva Papilla 7 céréales, 8 céréales et miel, céréales et fruits et avoine
- Puleva MAX

### Laits
- Classiques
  - Lait entier
  - Lait du jour
- Enrichis
  - Calcium UHT (entier, partiellement écrémé, écrémé, complet)
  - Calcium et soja (entier, écrémé)
  - Puleva Oméga-3
  - Puleva Mamá
  - A+D (entier, écrémé, hôtellerie)

### Frappés
- Cacao (normal, bas en calories, avec céréales)
- Fraise
- Vanille
- TutiFruti
- Leche merengada

### Horchatas
- Horchata

### Crème
- Crème à fouetter
- Crème légère pour sauces
- Crème fouettée en bombe

### Beurre
- En plaque (nature ou salé)
- En barquette
  - microbarquette,
  - facile à tartiner (nature, à l'huile d'olive, légère)

## R&D
Puleva possède une division Recherche et développement, Puleva Biotech, fusionnée depuis 2000 avec Azucarera Ebro, formant le groupe Ebro Puleva.